# El Tiemblo
El Tiemblo település Spanyolországban, Ávila tartományban. El Tiemblo Casillas, El Barraco, Cebreros, San Martín de Valdeiglesias, Navahondilla és Rozas de Puerto Real községekkel határos. Lakosainak száma 4526 fő (2024).

## Népesség
A település népessége az utóbbi években az alábbiak szerint változott:
| Lakosok száma | 3625 | 3753 | 4071 | 4337 | 4442 | 4301 | 4190 | 4109 | 4414 | 4526 |
|               | 2001 | 2004 | 2006 | 2009 | 2011 | 2014 | 2016 | 2019 | 2021 | 2024 |